# Alopecosa uiensis
Alopecosa uiensis är en spindelart som beskrevs av Sergei L. Esyunin 1996. Alopecosa uiensis ingår i släktet Alopecosa och familjen vargspindlar. Inga underarter finns listade i Catalogue of Life.